# پژخلوو
پژخلوو (به لهستانی:  Przechlewo) یک روستا در لهستان است که در گمینا پژخلوو واقع شده‌است. پژخلوو ۲٬۸۲۶ نفر جمعیت دارد و ۱۵۸ متر بالاتر از سطح دریا واقع شده‌است.